# Стрезень
Стрезень, Стрезені (рум. Strezeni) — село у повіті Бузеу в Румунії. Входить до складу комуни Тісеу.
Село розташоване на відстані 86 км на північ від Бухареста, 25 км на захід від Бузеу, 123 км на захід від Галаца, 88 км на південний схід від Брашова.

## Населення
За даними перепису населення 2002 року у селі проживали 680 осіб, усі — румуни. Усі жителі села рідною мовою назвали румунську.